# Акахутла
Акахутла (исп. Acajutla) — портовый город в Сальвадоре, расположенный в департаменте Сонсонате.

## История
Первое поселение на территории Акахутлы было основано индейцами в 1524 году. В 1855 году посёлок стал быстро развиваться благодаря развитию порта, а в 1882 году Акахутла была соединена со столицей страны железной дорогой.

## Географическое положение
Центр города располагается на высоте 24 м над уровнем моря.

## Экономика
В Акахутле расположен крупный морской порт государства. Сюда прибывают нефтяные танкеры из Венесуэлы, также из Акахутлы идут на экспорт товары Сальвадора.

## Демография
Население города по годам:
| 1992   | 2012   |
| ------ | ------ |
| 18 008 | 29 701 |